# Nalanda (Distrikt)
Der Distrikt Nalanda (Hindi नालंदा जिला, Urdu ضلع نالندہ) ist ein Distrikt im indischen Bundesstaat Bihar. Sitz der Verwaltung ist die Stadt Bihar Sharif.

## Geografie
Der Distrikt liegt in der nordindischen Ganges-Tiefebene etwa 10 Kilometer südlich das Ganges-Hauptstroms. Das Distriktgebiet besteht überwiegend aus flachem Schwemmland, mit Ausnahme der Rajgir hills im Süden, wo die höchste Erhebung bei 338 m über dem Meeresspiegel liegt. Die wichtigsten Flüsse sind Phalgu, Mohane, Jirayan und Kumbhar, die jedoch nur jahreszeitabhängig Wasser führen. Der durchschnittliche Jahresniederschlag liegt bei 1002 mm, wovon etwa 90 Prozent in den Monaten Juni bis Oktober während des Südwestmonsuns fallen. In der restlichen Jahreszeit herrscht ein relativer Wassermangel.
Die angrenzenden Distrikte sind Patna im Norden, Jehanabad im Westen, Gaya, Nawada und Jamui im Süden, sowie Sheikhpura und Lakhisarai im Osten.

## Geschichte

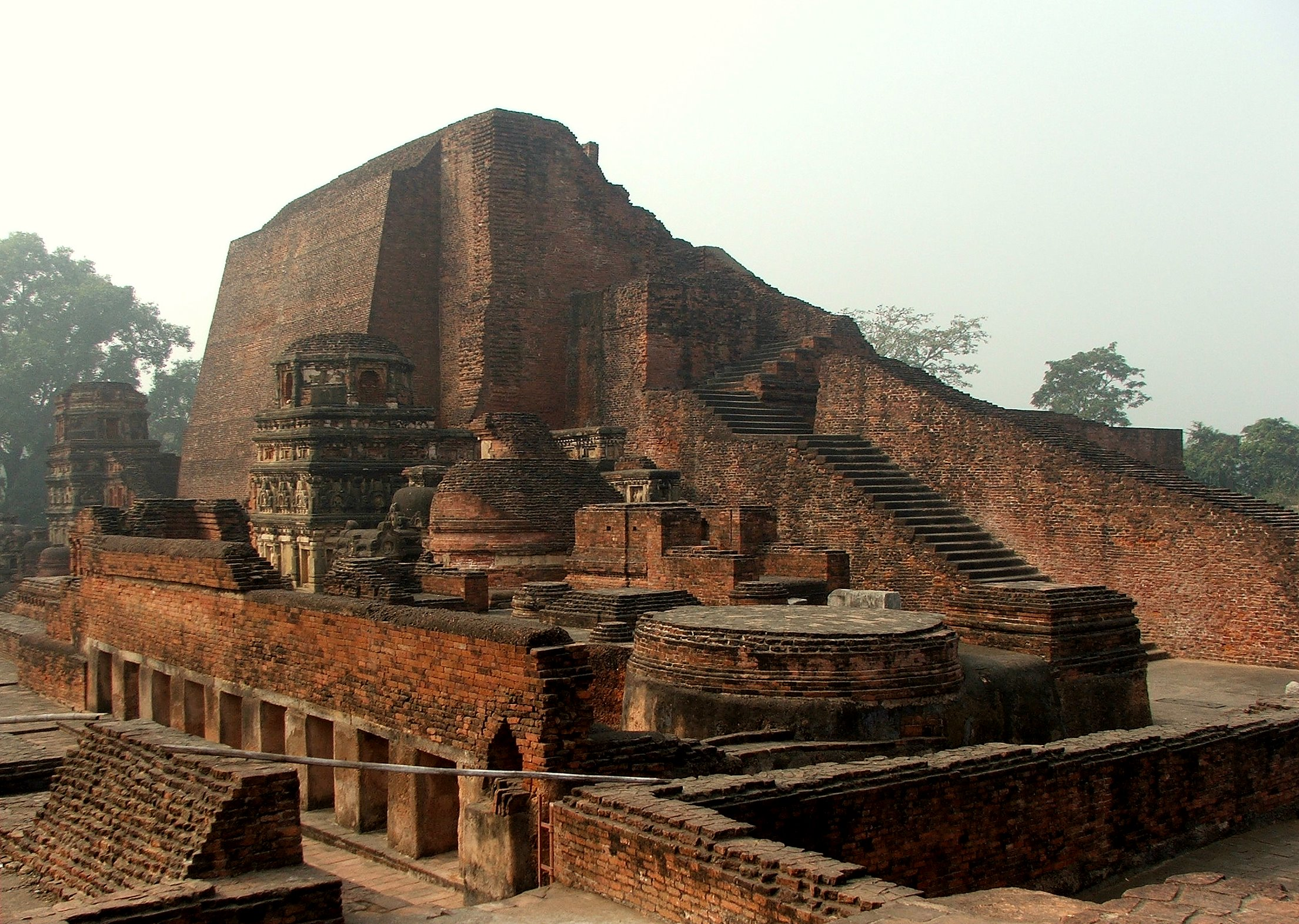
Ruinen von Nalanda

Bis zum Jahr 1972 war Nalanda ein Teil des Distrikts Patna und teilte dessen Geschichte. Am 9. November 1972 wurde die Subdivision Biharsharif des Distrikts Patna ausgegliedert und zu einem neuen Distrikt erhoben. Der neue Distrikt erhielt den Namen Nalanda, nach der alten bedeutenden buddhistischen Lehranstalt aus der Zeit der Gupta-Dynastie. Die buddhistischen Stätten wurden Ende des 12. Jahrhunderts durch den islamischen Eroberer Muhammad bin Bakhtiyar Khalji zerstört. Die ausgedehnten Ruinen von Nalanda zählen seit 2016 zum UNESCO-Weltkulturerbe.
Der Distrikt ist in die Subdivisionen Bihar Sharif, Rajgir und Hilsa unterteilt.

## Bevölkerung
Die Einwohnerzahl lag bei der Volkszählung 2011 bei 2.877.653. Die Bevölkerungswachstumsrate im Zeitraum von 2001 bis 2011 war mit 21,39 % sehr hoch. Nalanda hatte ein Geschlechterverhältnis von 922 Frauen pro 1000 Männer und damit einen deutlichen Männerüberschuss. Der Distrikt wies eine Alphabetisierungsrate von 64,43 % auf, was eine Steigerung um knapp 11 Prozentpunkte gegenüber dem Jahr 2001 bedeutete. Die Alphabetisierung lag damit etwas über dem Durchschnitt von Bihar (61,80 %) aber deutlich unter dem nationalen Durchschnitt (74,0 %). 92,8 % der Bevölkerung waren Hindus und 6,9 % Muslime
Knapp 15,9 % der Bevölkerung lebten in Städten. Die größte Stadt war Bihar Sharif mit 297.268 Einwohnern.

## Wirtschaft

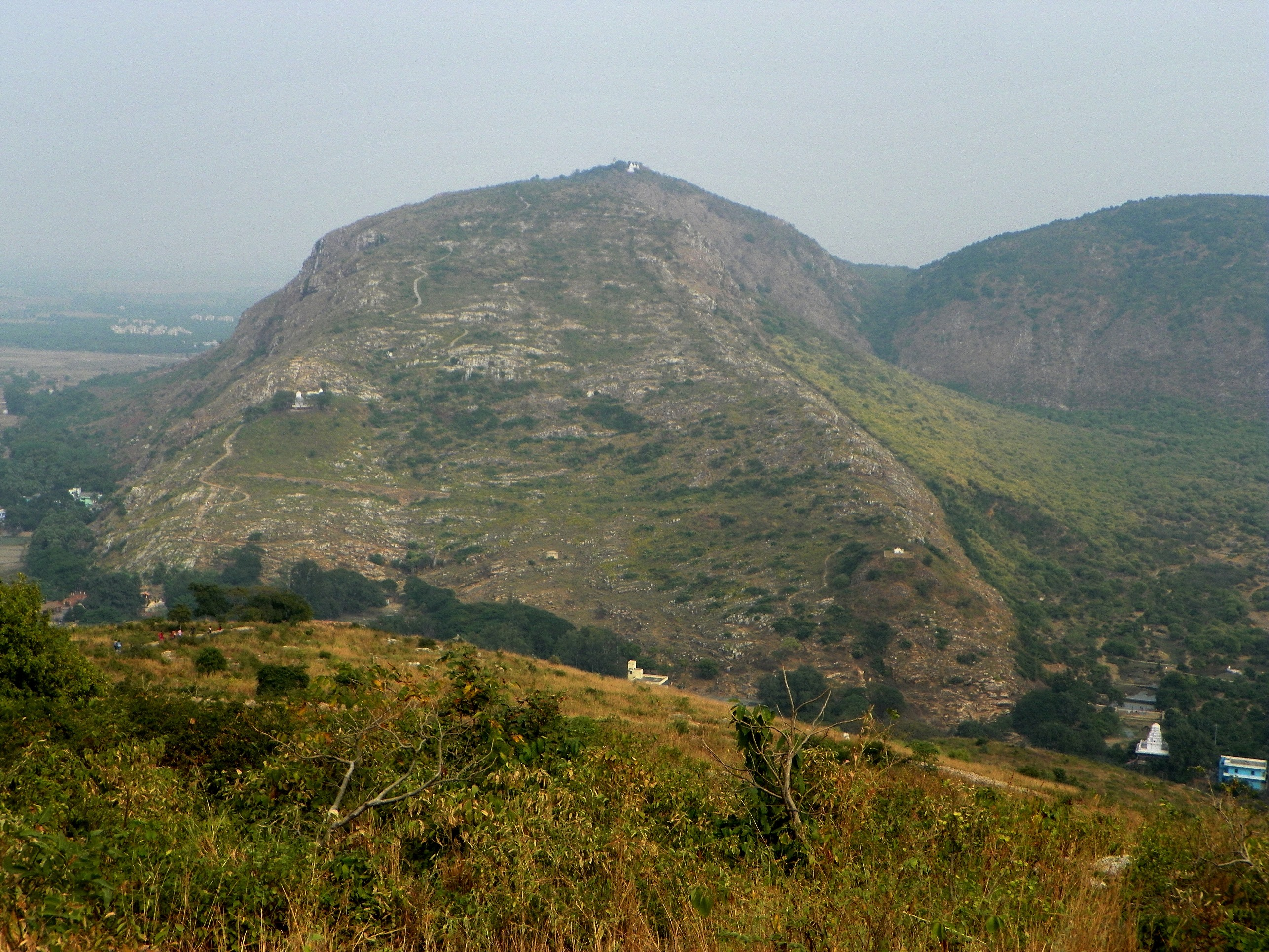
In den Rajgir-Bergen

Die Wirtschaft Nalandas beruht vor allem auf Landwirtschaft und Tourismus. Größere Industrien gibt es kaum. Angebaut werden vor allem Reis, Kartoffeln und Zwiebeln.

## Besonderheiten
Der Distrikt weist einige bedeutende Sehenswürdigkeiten auf. Dazu zählt die zum UNESCO-Welterbe zählende Ruinenstätte Nalanda. Im Distrikt befindet sich der Ort Rajgir, wo sich die erste Hauptstadt des Magadha-Reiches befand. Eine aus weißem Marmor erbaute Stupa und Überreste der im Umfang 40 Kilometer messenden Zyklopenmauer um das antike Rajgir sind hier zu finden. Am Ort Pawapuri, wo Mahavira, der Begründer des Jainismus, im Jahr 526  v. Chr. ins Nirwana eingegangen sein soll, befindet sich ein berühmter Jain-Tempel.
Im Süden des Distrikts befindet sich das 1978 eingerichtete, 35,84 km² große Pant-Naturschutzgebiet.